# Шальштадт
Шальштадт (нім. Schallstadt) — громада в Німеччині, розташована в землі Баден-Вюртемберґ. Підпорядковується адміністративному округу Фрайбурґ. Входить до складу району Брайсґау-Верхній Шварцвальд.
Площа — 19,56 км2. Населення становить 6414 ос. (станом на 31 грудня 2020).

## Відомі люди
- Народився Мартін Вальдземюлер (бл. 1470 р.—1522 р.) — німецький картограф, відомий завдяки складанню найбільш ранньої карти (1507 рік), на яку нанесено назву «Америка».[2]